# Carl Erik Knoellinger
Carl Fredrik Erik Knoellinger, född 31 januari 1906 i Åbo, död där 29 maj 1983, var en finländsk nationalekonom. 
Knoellinger blev student 1923, filosofie kandidat och filosofie magister 1927, politices kandidat 1929 samt filosofie licentiat och filosofie doktor 1935. Han var tillförordnad professor 1939–1942 och ordinarie professor i nationalekonomi med finansvetenskap vid Åbo Akademi 1942–1968. Hans forskning var huvudsakligen historiskt inriktad, men han mottog även impulser av den så kallade Stockholmsskolan. Av hans arbeten kan särskilt nämnas Fackföreningar och arbetsmarknad i Finland (1959, översatt till finska och engelska). Den som en krävande lärare kände Knoellinger samlade omkring sig en grupp elever som sedermera fick framträdande poster i det finländska samhället, bland dem Mauno Koivisto och Rolf Kullberg. Han var medarbetare i Ekonomiska samfundets tidskrift 1930–1974.